# Храм Святой Людмилы (Винограды)
Храм Святой Людмилы (чеш. Kostel svaté Ludmily) — католический приходской костёл в неоготическом стиле на площади Мира в пражском районе Винограды (Прага 2). Возведён в 1888—1892 годах по проекту Йосефа Моцкера.

## История

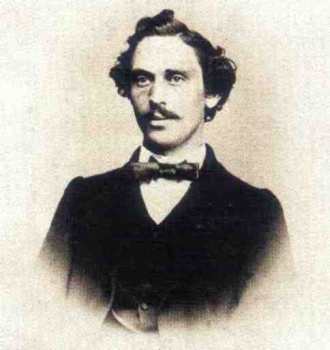
Йосеф Моцкер (1835—1899) — архитектор храма Святой Людмилы в Виноградах

Приход Святой Людмилы, первой чешской святой, был основан в ноябре 1884 года. Строительство приходского храма, посвящённого Святой Людмиле, было начато 25 ноября 1888 года, когда был заложен его краеугольный камень. На месте будущего храма до последнего момента располагались зверинец и цирк посреди ржаного поля.
Проект был разработан известным в то время архитектором Йосефом Моцкером. В строительстве и украшении храма принимали участие такие известные мастера, как скульптор Йозеф Вацлав Мысльбек, художники Йозеф Чапек, Антонин Прохазка и Франтишек Женишек. Мысльбек, помимо прочего, создал статуи святого Вацлава и святой Людмилы на фасаде костёла. Главный алтарь был изготовлен по эскизу архитектора Антонина Турека. В 1892 году место строительства костёла посетил император Франц-Иосиф I. В том же году строительство храма было окончено, а его освящение прошло 8 октября 1893 года. Церемонию освящения проводил пражский архиепископ Франциск де Паула фон Шёнборн с двумя епископами.
Общие затраты на строительство составили 369 922 австрийских гульденов, из которых 276 482 было потрачено на собственно строительные работы и 93 440 — на внутреннюю отделку храма. Министр-президент Пауль Гауч позволил Матице духовной выделить на строительство только 30 000 гульденов, остальное было оплачено городом Винограды и взносами горожан.
На двух башнях храма было установлено четыре колокола, изготовленных пражской мастерской Г. Диепольта. Эти колокола получили имена «Вацлав», «Прокоп», «Войтех» и «Людмила». Во время Первой мировой войны колокола были реквизированы и использованы на военные нужды. У храма остался только небольшой похоронный колокол весом 78,5 кг, который однако в результате частого использования вскоре треснул, а после переливания приобрёл неприятный звук. В 1925 году архидекан Антонин Хоффманн организовал сбор средств на изготовление и установку пяти новых колоколов, которые были заказаны у старой колокольной фирмы Рихарда Герольда в Хомутове. 25 сентября 1925 года новые колокола были освящены и установлены на храмовые башни. Колокола были посвящены тем же чешским святым, что и первоначальные, а новый похоронный колокол весом 109 кг был освящён в честь Святого Иосифа. Общая стоимость новых колоколов составила 168 666,90 крон, из которых 79 978,20 крон стоил один только колокол Святой Людмилы весом 2 960 кг.
1 января 1929 года по случаю празднования тысячелетия смерти Святого Вацлава архиепископ пражский Франтишек Кордач повысил статус прихода Святой Людмилы до архидеканата, соответственно храм получил статус архидеканского.
Весной 1974 года в связи со строительством станции метро Намести Миру храм святой Людмилы был закрыт, после чего в 1980 году был начат его капитальный ремонт, рассчитанный на 20 лет. К декабрю 1984 года была закончена реставрация южного нефа, где временно было возобновлено служение мессы. 16 сентября 1992 году, в день почитания святой Людмилы, храм был вновь открыт — торжественную церемонию освящения нового алтаря versus populum провёл кардинал Милослав Влк. 3 сентября 1993 года на башнях костёла вновь зазвучал звон колоколов.
В настоящее время в ареале храма часто проводятся концерты под открытым небом, рождественские и пасхальные ярмарки, благотворительные распродажи. Храм открыт для посещения только во время служб.
|                                                       |  |                                     |  | |  |                           |
| Статуя Святого Прокопа в нише у главного входа в храм |  | Храм Святой Людмилы на площади Мира |  | Тимпан над главным входом в храм. «Христос, благословляющий Святого Вацлава и Святую Людмилу», Йозеф Вацлав Мысльбек |  | Неоготический фасад храма |

## Описание
Храм святой Людмилы представляет собой трёхнефную неоготическую псевдобазилику с крестообразным трансептом и двумя 60-метровыми башнями, доминирующими в ареале площади Мира. Длина главного нефа составляет 50 метров. Каждая из башен высотой 60 метров имеет по два колокола. Храм спроектирован и воздвигнут в стиле ранней северогерманской готики.
Над главным входом находится центральный портал, тимпан которого украшен рельефом «Христос, благословляющий Святого Вацлава и Святую Людмилу» работы Йосефа Вацлава Мысльбека. Тимпан венчают рельефные изображения Бога Отца и Святого Духа (в виде голубя) также работы Мысльбека. Щипец главного фасада украшен скульптурой Святой Людмилы работы Л. Шимека. Щипецы трансепта украшены статуями Святых Кирилла и Мефодия работы Бернарда Отто Сеелинга (1892 год). Вокруг розы главного фасада находятся символы четырёх евангелистов работы Йосефа Чапека. В нижних нишах фасада по обе стороны от главного входа находятся статуи Святого Прокопа и Святого Войтеха работы Фр. Гергеселла и Антонина Прохазки. К главному входу ведёт массивная лестница.
Интерьер храма поражает своим великолепием. Автором интерьерной полихромии является Карл Йобст. Витражи храмовых окон расписаны художниками Франтишеком Секуенсом, Франтишеком Женишеком, Адольфом Либшером и Франтишеком Урбаном, изобразившими на них фигуры святых. На больших окнах трансепта изображены сцены мученической смерти Святого Вацлава и Святой Людмилы. Некоторые их окон храма пострадали во время Второй мировой войны, однако затем были восстановлены. Кафедра храма создана резчиком Й. Зика и украшена скульптурами Антонином Прохазкой. Стены главного нефа расписаны фресками с изображением святых и персонажей Ветхого завета (Авраама, Исаака, Ноя и других).
Главный алтарь, высотой 16 метров, был изготовлен Антонином Туреком. Алтарь украшен драгоценными и полудрагоценными камнями, на нём возвышается распятие, символ Бога Отца и статуя Святой Людмилы работы Ч. Восмика. Рядом с алтарём на стене находится фреска с девятью сценами из жизни Святой Людмилы. Мраморный алтарь versus populum («лицом к прихожанам»), освящённый 16 сентября 1992 года, в соответствии с требованиями II Ватиканского собора располагается в оптическом центре храма.
Заслуживающим внимания украшением храма являются его боковые алтари. Левый алтарь посвящён Деве Марии и шести святым чешским покровителям. Дева Мария с младенцем восседает на престоле, вокруг которого склоняются чешские святые Людмила, Вацлав, Войтех, Прокоп, Анежка и Ян Непомуцкий (авторами статуй являются Й. Кастнер, Ш. Залешак, Ф. Лукавский). На правом алтаре находится двойная скульптура Святых Кирилла и Мефодия, по бокам которой помещены рельефные изображения сцен крещения Святой Людмилы и её мужа князя Борживоя. Алтари были созданы по проекту и под надзором профессора Школы прикладного искусства в Праге Штепана Залешака. Первый алтарь был освящён 8 декабря 1922 года (затраты на его создание составили 120 500 крон), второй — 5 июля 1927 года (его создание стоило 121 803 кроны)
На хорах храма находится орган, состоящий из 3000 труб, разделённых на 46 регистров, управляемых тремя мануалами и педалью.
|                                                               |  |                      |  |                                                       |  |                                         |
| Боковой алтарь Девы Марии и шести святых чешских покровителей |  | Главный алтарь храма |  | Роза главного фасада с символами четырёх евангелистов |  | Боковой алтарь Святых Кирилла и Мефодия |

## Интересные факты
В 1910 году в храме венчался знаменитый чешский писатель Ярослав Гашек.